# Квантришвили, Амиран Витальевич
Амира́н Вита́льевич Квантришви́ли (19 сентября 1944, Москва, СССР — 6 августа 1993, там же) — известный российский криминальный авторитет начала 1990-х годов, старший брат Отари Квантришвили.

## Жизнь до 1990-х годов
Амиран Квантришвили родился 19 сентября 1944 года в районе Красной Пресни в Москве. В младенческом возрасте был перевезён в Грузинскую ССР, проживал в городе Зестафони.
В 1948 году на свет появился младший брат — Отари. Вскоре Амиран связался с карточными шулерами и успешно освоил эту криминальную специальность. Затем на протяжении многих лет был так называемым «каталой». Обладал взрывным характером, что зачастую подводило его к  криминальной деятельности. Затем решил изменить свою жизнь, стал писателем-драматургом, вступил в Союз писателей РСФСР, а также некоторое время занимался спортом. Тем не менее, как показали дальнейшие события, Амиран не порвал с криминальным миром окончательно.

## 1990-е годы
Квантришвили-старший стал в начале 1990-х годов одним из главных и известнейших криминальных авторитетов, хотя несколько уступал в известности своему младшему брату, Отари. Несмотря на то, что братья не принадлежали к ворам в законе, они пользовались непререкаемым авторитетом в криминальной среде. Амиран имел свою долю в московском игорном и гостиничном бизнесе.
Начиная с 1988 года Квантришвили был руководителем кооператива «Ассоциация XXI век», который был образован путём слияния нескольких предприятий. В сферу его интересов входили нефтяная, лесопромышленная отрасли, цветная металлургия, автобизнес, сфера общественного питания, банковское дело. В частности, именно с подачи Амирана Квантришвили был создан «Банк развития XXI век».

## Убийство

Могила Отари и Амирана Квантришвили на Ваганьковском кладбище Москвы. Автор памятника — скульптор Вячеслав Клыков

6 августа 1993 года, около 16:25 по московскому времени, Амиран Квантришвили и один из лидеров казанской преступной группировки, Фёдор Ишин по кличке Федя Бешеный, а также ещё один их знакомый пришли в офис малого предприятия «Водолей» на улице Димитрова (ныне улица Большая Якиманка), в доме номер 15. Ишин, трижды судимый, контролировал ряд коммерческих структур в Москве, и, по одной из версий, в офисе «Водолея» Квантришвили оказался случайно, за компанию с Ишиным, у которого были свои претензии к «Водолею». До них в офис заходил член Люберецкой группировки по фамилии Долгов, которого задушили, а труп оставили там же, в офисе.
Через несколько минут после прихода Ишина, Квантришвили и их знакомого все трое были в упор расстреляны четырьмя неизвестными киллерами из пистолетов. Квантришвили и Ишин были убиты, а их знакомый — тяжело ранен. После этого убийцы выбежали на улицу, намереваясь уехать, но когда они сели в свою машину, под её днищем разорвалась бомба. Один из пассажиров машины был убит в результате взрыва, второй — тяжело ранен. Через несколько часов на место происшествия приехал Отари Квантришвили и пообещал, что никакой кровной мести не будет, что вообще хватит крови. Эти слова растиражировали многие российские газеты.
Расследование этого убийства очень быстро зашло в тупик, даже несмотря на усилия Отари Квантришвили, который тоже был убит в апреле 1994 года.
12 августа 1993 года Амирана Квантришвили с почестями похоронили на Ваганьковском кладбище, неподалёку от могилы Владимира Высоцкого (уч. № 1). На похоронах присутствовали известные артисты и спортсмены: Иосиф Кобзон, Зураб Соткилава, Арчил Гомиашвили, Валерий Васильев, Иван Ярыгин, Александр Якушев, Александр Тихонов и многие другие. Впоследствии рядом с ним в 1994 году был похоронен и Отари Квантришвили.